# Gottfried III. (Anjou)
Gottfried III. (franz.: Geoffroy, eng.: Geoffrey; * 1040; † 1097), genannt der Bärtige (le Barbu), war von 1060 bis 1068 ein Graf von Anjou und Tours, der erste aus dem Haus Château-Landon. Er war der älteste Sohn des Grafen Gottfried II. Ferréol von Gâtinais († 1042/45) und dessen Ehefrau Ermengarde von Anjou († 1076), Tochter des Grafen Fulko III. Nerra von Anjou († 1040).

## Leben
Gottfrieds Familie väterlicherseits stammte aus Zentralfrankreich, wo sie als Grafen des Gâtinais und Vizegrafen von Orléans Gefolgsmänner der französischen Könige waren. Gottfried folgte nach dem Tod seines Vaters in diesem Erbe nach. Bald aber trat er in die Dienste seines Onkels mütterlicherseits Graf Gottfried II. Martel von Anjou, einem der mächtigsten Männer Frankreichs seiner Zeit, und wurde von diesem mit der Herrschaft über die aquitanische Saintonge betraut. Nach dem Tod seines Onkels 1060 folgte Gottfried ihm in dessen ausgedehnten Besitzungen nach.
Zu Beginn seiner Herrschaft gelang es Gottfried gemeinsam mit seinem Bruder Fulko 1062 einen Angriff des Herzogs Wilhelm VIII. von Aquitanien auf die Saintonge abzuwehren. Im Gegensatz zu seinem Onkel, der sich in kirchenpolitische Fragen nicht einmischte, geriet Gottfried mit dem Klerus seiner Domänen in Konflikt betreffs der Investition des Bischofsstuhls in Le Mans. Für Gottfried war dies deshalb von Bedeutung, da er mit einem ihm gewogenen Bischof seinen Einfluss in der Grafschaft Maine aufrechterhalten konnte, wo 1063 sein Rivale Herzog Wilhelm II. von der Normandie seinen ältesten Sohn Robert Kurzhose als Grafen einsetzen konnte. Nachdem Gottfried die Abtei Marmoutier besetzte, wurde er 1067 von einem päpstlichen Legaten exkommuniziert.
Dies nutzte sein jüngerer Bruder Fulko aus, um die Herrschaft im Anjou an sich zu reißen und Gottfried gefangen zu setzen. Aus dieser schnell entkommen unterlag Gottfried gegen seinen Bruder in einem Kampf bei Brissac-Quincé (April 1068) und wurde erneut in der Burg Chinon eingekerkert. Erst 1096 auf Intervention von Papst Urban II. freigelassen, starb er kurze Zeit später.
Gottfried war mit Julienne, der Tochter seines Vasallen Hamelin von Langeais, verheiratet, mit der er keine Kinder hatte.